# Estadio de Yokohama
El Yokohama Stadium (横 浜 ス タ ジ ア ム, Yokohama Sutajiamu) es un estadio ubicado en Naka-ku, Yokohama, Japón utilizado para jugar béisbol, softbol y futbol; inaugurado en 1978, tiene una capacidad de 34,046 personas.
Se utiliza principalmente para el béisbol y es el campo local del Yokohama DeNA BayStars. El estadio cuenta con tierra alrededor de las bases y el montículo de los lanzadores, pero con caminos en el interior y las bases de césped de color tierra. Toda la parte verde del campo también está cubierta de césped.
Fue sede de un partido de fútbol de reglas australianas y atrajo a la segunda multitud más grande para tal evento fuera de Australia.

## Conciertos
Santana y Masayoshi Takanaka actuaron en el estadio el 2 de agosto de 1981.
Anzen Chitai actuó en el estadio el 31 de agosto de 1985. La presentación en vivo titulada "One Night Theatre 1985" fue grabada y lanzada en VHS el 21 de diciembre de 1985 y en LaserDisc y Video High Density el 25 de enero de 1986. La presentación fue lanzado en CD y DVD el 19 de agosto de 1998.
Michael Jackson actuó en el estadio durante su Bad World Tour en cinco conciertos con entradas agotadas, más que cualquier otro artista en Yokohama , para una audiencia total de 240,000 fanáticos (alrededor de 48,000 personas por concierto) el 25, 26 y 27 de septiembre de 1987 y Del 3 al 4 de octubre de 1987 y uno de los conciertos fue grabado y lanzado como VHS titulado Michael Jackson Live in Japan.
Tina Turner tocó 4 conciertos por primera vez en el estadio en marzo de 1988 durante la gira Break Every Rule .
Madonna actuó, en tres noches consecutivas, durante su Blond Ambition World Tour del 25 al 27 de abril de 1990. La fecha final fue grabada y lanzada el 25 de julio de 1990 como un VHS y Laserdisc exclusivamente en Japón, titulado Blond Ambition - Japan Tour 90.
Luna Sea realizó un concierto de Navidad aquí el 23 de diciembre como la presentación final de su gira de 1996. Allí anunciaron una pausa de un año para que los miembros realizaran actividades en solitario. El concierto fue lanzado más tarde como el DVD Mafuyu no Yagai en 2003.
Nana Mizuki realizó un concierto aquí el 3 de agosto como la última presentación de su gira nacional de 2014, que atrajo a una multitud de aproximadamente 32,000 fanáticos, lo que lo convirtió en el evento de artistas locales más grande jamás realizado aquí.
En septiembre de 2014, One Ok Rock celebró un concierto de 2 días frente a una multitud de 60.000 personas llamado "Mighty Long Fall Live at Yokohama Stadium 2014".

## Deportes
Será la sede del béisbol y softbol en los Juegos Olímpicos de Tokio 2020.